# Lucino (Montano Lucino)
Lucino è una frazione del comune italiano di Montano Lucino alla cui denominazione contribuisce.

## Storia
In età comunale, Lucino, che disponeva di una rocca di origine gallica, parteggiava per i comaschi contro Milano. La fortezza, probabilmente collocata laddove oggi si trova la cosiddetta Curt dei Vincenzitt, fu rasa al suolo nel 1242 dai milanesi, venuti in possesso della rocca a seguito del tradimento di un certo Arialdo Advocato.
La più antica testimonianza scritta della presenza di una comunità cristiana in loco risale al 1295, risulta dai resoconti della decima papale indetta da Bonifacio VIII per il triennio 1295-98, in cui si cita la chiesa di S. Maria come collegiata con tre preti, mentre la parrocchia legata alla chiesa di S. Giorgio avrà un parroco solo più tardi. Il primo documento relativo alla parrocchia di S. Giorgio è datato 23 maggio 1514.
Registrato agli atti del 1771 come un villaggio comasco di 399 abitanti, alla proclamazione del Regno d'Italia nel 1805 Lucino risultava avere 433 residenti. Nel 1808 un regio decreto di Napoleone determinò la soppressione dell'autonomia municipale per annessione a Como. Il Comune di Lucino fu poi ripristinato con il ritorno degli austriaci nel 1816, e nel 1861 aveva 759 abitanti. Fu il fascismo negli anni Venti a fondere questa località di 905 residenti con Montano.